# G雲
G雲 （或G雲複合體）是座落在本地泡的一個星際雲，太陽目前正在向著它移動。目前並不確定太陽是在本地星際雲中，還是在這兩個星際雲交互作用的地區。G雲包括南門二（又称半人馬座α，一个三合星系统，其中包括比鄰星）和牛郎星（可能還有其它的）。